# 黑柃
黑柃（学名：Eurya macartneyi）为山茶科柃木属下的一个种。

## 扩展阅读
維基物種上的相關：黑柃